# Columbia County, Washington
 Columbia County är ett county i sydöstra delen av delstaten Washington. Den administrativa huvudorten (county seat)  Dayton är belägen cirka 400 km öster om delstatens huvudstad Olympia och cirka 40 km norr om gränsen till delstaten Oregon. Countyt har fått sitt namn efter Columbiafloden, som är countyts norra gräns.

## Geografi
Enligt United States Census Bureau har countyt en total area på 2 262 km². 2 250 km² av den arean är land och 12 km² är vatten.

### Angränsande countyn
- Whitman County, Washington - nord
- Garfield County, Washington - öst
- Wallowa County, Oregon - sydöst
- Umatilla County, Oregon - sydväst
- Walla Walla County, Washington - väst
- Franklin County, Washington - nordväst

### Större städer och samhällen
- Dayton med cirka 2 600 invånare